# Quadratus von Athen

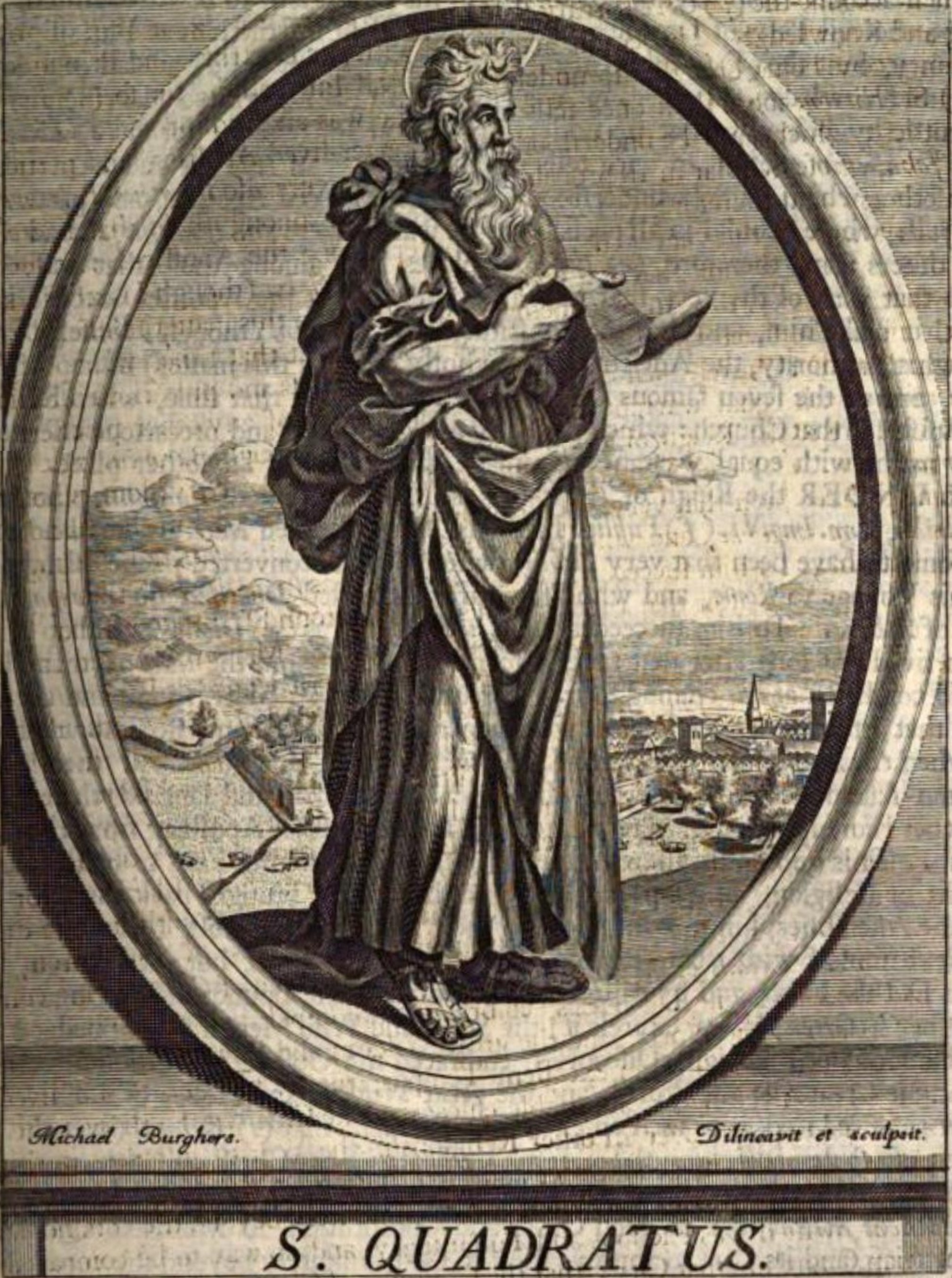
Bulgarische Ikone des Hl. Quadratus

Quadratus (altgriechisch Κοδρᾶτος Kodrâtos bzw. Kodratus) († um 130 in Athen) war ein Bischof von Athen und Apologet. Der christliche Orient rechnet ihn zu den Siebzig Jüngern.
Quadratus von Athen gilt als erster christlicher Apologet. Eusebius von Caesarea zählt ihn zu den Schülern der Apostel, insbesondere von Paulus und Johannes. Aufgrund seines Alters kann er unter die apostolischen Väter gezählt werden. Quadratus kannte angeblich noch einige, die von Jesus Christus selbst geheilt wurden. Bischof Dionysios von Korinth, der 171 starb, berichtet, dass Quadratus das Bischofsamt von Athen nach dem Märtyrertod seines Vorgängers, des Heiligen Publius, übernommen habe. Als Kaiser Hadrian Athen oder Kleinasien in den 120er Jahren einen Besuch abstattete, habe Quadratus, so berichtet Eusebius, dem Kaiser eine Verteidigungsschrift übergeben, in der er das Christentum rechtfertigte und darauf hinwies, er selbst könne bezeugen, dass er einigen von denen, die Jesus geheilt oder von den Toten erweckt habe, noch persönlich begegnet sei.
Lange ging man einhellig davon aus, dass die Verteidigungsschrift selbst (bis auf die von Eusebius zitierte Passage) nicht mehr erhalten ist. In neuerer Zeit aber haben P. Andriessen und W. Holmes die These vertreten, Quadratus’ Apologie könnte mit dem Brief an Diognet identisch sein, obwohl das einzige durch Eusebius bekannte Zitat darin nicht vorkommt.
Quadratus starb um 130. Er soll eine Steinigung überlebt haben, aber dann im Gefängnis gestorben sein. Als Bischof folgte ihm Leonidas im Amt. Quadratus wird als Heiliger verehrt. Sein Gedenktag ist der 26. Mai in der katholischen und der 22. September in der orthodoxen Kirche.

## Einzelbelege
1. ↑  P. Andriessen: The Authorship of the Epistula ad Diognetum. In: Vigiliae Christianae. Band 1 (1947), S. 129–136.
2. ↑  Michael W. Holmes: The Apostolic Fathers in English. Baker Academic, Grand Rapids 2006, S. 290.

| Personendaten    | Personendaten               |
| ---------------- | --------------------------- |
| NAME             | Quadratus von Athen         |
| ALTERNATIVNAMEN  | Kodratus                    |
| KURZBESCHREIBUNG | Bischof von Athen, Apologet |
| GEBURTSDATUM     | 1. Jahrhundert              |
| STERBEDATUM      | um 130                      |
| STERBEORT        | Athen                       |